# Micreremites caulopis
Micreremites caulopis är en fjärilsart som beskrevs av George Francis Hampson. Micreremites caulopis ingår i släktet Micreremites och familjen nattflyn. Inga underarter finns listade i Catalogue of Life.